# Rydzeniczka gniazdowa
Rydzeniczka gniazdowa (Haploglossa villosula) – gatunek chrząszcza z rodziny kusakowatych i podrodziny rydzenic. Zamieszkuje Europę.

## Taksonomia
Gatunek ten opisany został po raz pierwszy w 1832 roku przez Jamesa Francisa Stephensa pod nazwą Aleochara villosula.

## Morfologia
Chrząszcz o wydłużonym ciele długości od 2,5 do 3,5 mm. Powierzchnia głowy, przedplecza i pokryw jest generalnie matowa wskutek silnego i dość gęstego punktowania, choć przestrzenie międzypunktowe zachowują połysk. Głowa i przedplecze są czarnobrązowo ubarwione. Czułki są czarne z pomarańczowymi członami pierwszym i ostatnim; środkowe człony są poprzeczne; człon drugi jest dłuższy niż trzeci. Głaszczki szczękowe budują cztery człony, z których ostatni jest wrzecionowaty i pozbawiony modyfikacji. Wargę dolną cechuje niewykrojony na szczycie języczek. Zarys przedplecza jest szerszy niż dłuższy, względem pokryw szerszy niż u H. nidicola, ale słabiej niż u tego gatunku poprzeczny. Odległości między punktami na przedpleczu są zawsze mniejsze niż ich średnice. Pokrywy są czarnobrązowe, zwykle z nieznacznym, rudym połyskiem, często rozjaśnione wzdłuż szwu i tylnej krawędzi. Kolor odnóży jest żółtoczerwony. Stopy mają wysmukloną formę. Czarnobrązowy odwłok ma zasadniczo równoległe brzegi boczne, a jego powierzchnia jest przynajmniej na przedzie gęsto punktowana.

## Ekologia i występowanie
Owad rozmieszony od nizin po piętro subalpejskie w górach. Jest nidikolem. Zasiedla mieszczące się w dziuplach gniazda ptaków, najchętniej sów i dzięciołów, oraz myszy. Znajdywany jest także w mieszczących się w budkach lęgowych gniazdach krukowatych oraz w ściółce i mchów wokół starych drzew.
Gatunek palearktyczny, europejski, znany z Irlandii, Wielkiej Brytanii, Francji, Belgii, Luksemburga, Holandii, Niemiec, Szwajcarii, Austrii, Włoch, Danii, Szwecji, Norwegii, Finlandii, Estonii, Łotwy, Litwy, Polski, Czech, Słowacji, Węgier, Ukrainy, Bułgarii, Słowenii, Chorwacji, Bośni i Hercegowiny, Grecji oraz europejskiej części Rosji. 